# José I de Holosim
José I de Holosim (em armênio/arménio: Հովսեփ Ա Հողոցմեցի; romaniz.: Hovsep’ A Hoghots’mets’i; m. 454) foi um católico de todos os armênios da Igreja Apostólica Armênia de 439/440 (444 para as funções temporais do cargo) a 452.

## Biografia
José foi discípulo e vigário do católico Isaque I, o Grande. Após a deposição em 428 de Isaque pelo xá Vararanes V (r. 420–438), as funções catolicossais foram divididas: ele atribuiu as funções temporais ao prelado siríaco Samuel, o Sírio, enquanto às espirituais (incluindo a consagração de bispos) para Isaque. De 437 (ou 438) a 439 ou 439-440 Mesrobes Mastósio foi incumbido com tais funções; com a morte do criador do alfabeto arménio, elas foram passadas para José I.
Com a morte de Sormaco (sucessor de Samuel) em 444, tentou reunir as funções catolicossais num sínodo em Saapivano que também proibiu a transmissão hereditária da acusação e condenou a heresia messaliana. Anos depois, conveniou com o marzobã Vasaces I, o asparapetes Vardanes II e o vitaxa da Marca da Ibéria Axuxa II o Concílio de Artaxata. A intenção do encontro, ocorrido em 450 segundo Nicholas Adontz, era responder ao edito enviado por Mir-Narses, em nome de Isdigerdes, que exigia que a nobreza se convertesse ao zoroastrismo. O xá reagiu chamando os nacarares para Ctesifonte, onde forçou-os à conversão ao zoroastrismo, e impôs a religião à Armênia.
Tal decisão e sua implementação levou a revolta do clero, que se espalhou pela Armênia, mas terminou com a derrota dos armênios liderados por Vardanes II Mamicônio na Batalha de Avarair em 451. José, que celebrou a missa e deu comunhão aos soldados armênios pouco antes da batalha, foi logo preso pelo marzobã Vasaces I por ordens de Isdigerdes II; em 452 foi sucedido por Melite de Manzicerta. Enviado com os líderes da revolta à região de Nixapur, não foi martirizado com eles, porém foi decapitado em 454. Os armênios mortos na Pérsia são desde então celebrados pela Igreja Armênia como "Santos Leoncinos" (Łevondiank).